# NGC 6650
NGC 6650 est une galaxie elliptique (?) compacte située dans la constellation du Dragon. Sa vitesse par rapport au fond diffus cosmologique est de 6 971 ± 25 km/s, ce qui correspond à une distance de Hubble de 102,8 ± 7,2 Mpc (∼335 millions d'al). NGC 6650 a été découverte par l'astronome américain Lewis Swift en 1883.
En raison d'une brillance de surface égale à 11,91 mag/am2, on peut qualifier NGC 6650 de galaxie présentant une brillance de surface élevée.